# Equinocandina

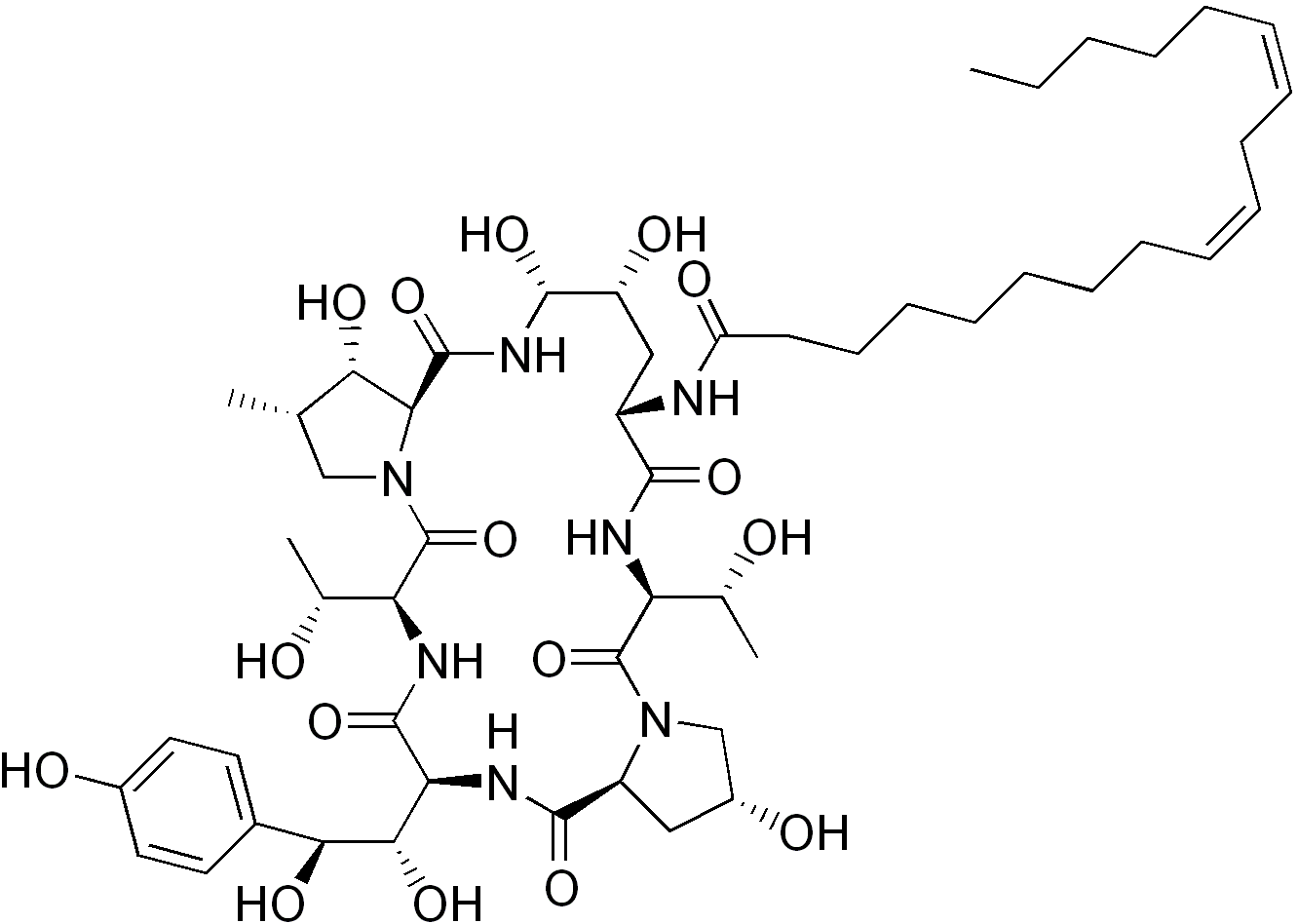
Equinocandina B

As equinocandinas são uma classe de drogas antifúngicas que inibem a síntese de β-glucano na parede celular do fungo por meio da inibição não competitiva da enzima 1,3-beta-glucano sintase. Sendo chamadas, consequentemente, da "penicilina dos antifúngicos" à que o mecanismo de ação da penicilina em bactérias é semelhante. β-glucanos são polímeros de carboidratos que são ligados a outros componentes da parede celular (o equivalente bacteriano é o peptidoglicano). Caspofungina, micafungina e anidulafungina são derivados semissintéticos da equinocandina com uso clínico devido à sua solubilidade, espectro antifúngico e propriedades farmacocinéticas.

## Química

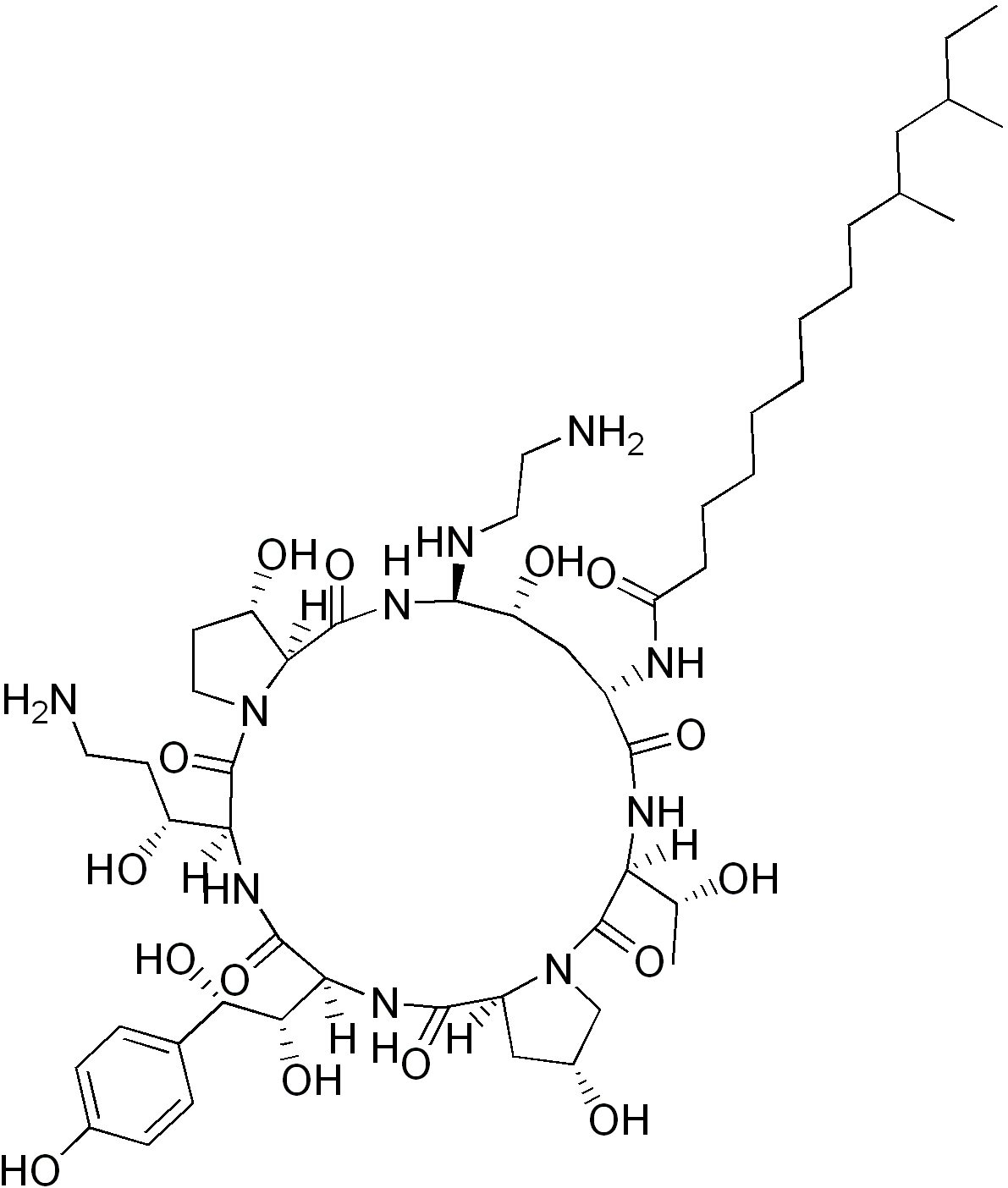
Caspofungina

As equinocandinas atualmente usadas são pneumocandinas semissintéticas, que são lipopeptídeos por natureza, consistindo em grandes hexapeptóides cíclicos. Caspofungina, micafungina e anidulafungina são antibióticos cíclicos hexapeptídicos similares, N-ligadas à cadeias de ácidos graxos longas e modificadas. As cadeias agem como âncoras na membrana celular dos fungos, facilitando a atividade. Devido à sua biodisponibilidade limitada, as equinocandinas são administradas por infusão intravenosa.

## Mecanismo de ação
As equinocandinas inibem de forma não competitiva o complexo enzimático β-1,3-D-glucano sintase, perturbando a síntese da parede celular. A destruição do β-glicano impede a resistência contra às forças osmóticas, levando à lise celular. Eles possuem atividade fungistática contra as espécies de Aspergillus e atividade fungicida contra a maior parte das espécies de Candida spp., incluindo cepas resistentes à fluconazol. Modelos em camundongos e in vitro mostram como equinocandinas podem também melhorar a resposta imunológica do hospedeiro através da exposição de epítopos de β-glucano altamente antigênicos que são capazes de acelerar o reconhecimento e respostas inflamatórias.